# موموتارو

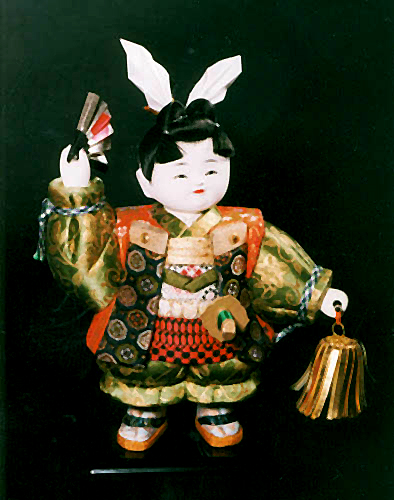
دمية تمثل شخصية موموتارو.

موموتارو (باليابانية: 桃太郎) هو بطل شعبي من الفولكلور الياباني. اسمه يعني حرفيا تارو الخوخ، حيث أن اسم «تارو» هو اسم شائع للصبيان في اليابان، وغالباً ما يترجم الاسم على أنه فتى الخوخ. أنتج عن شخصية موموتارو الكثير من الكتب والأفلام وغيرها من الأعمال التي تصور حكاية هذا البطل.

## القصة
وفقا للشكل الحالي من الحكاية (التي يرجع تاريخها إلى فترة إيدو)، جاء موموتارو إلى الأرض داخل خوخة عملاقة، والتي وجدت طافية على النهر من قبل امرأة كبيرة السن ليس لديها أطفال بينما كانت تغسل ملابسها. اكتشفت المرأة وزوجها الطفل عندما حاولا فتح الخوخ لأكلها. وأفصح الطفل أنه قد أرسل من السماء ليكون ابنهما. أطلق عليه الزوجان اسم موموتارو.
وبعد سنوات، غادر موموتارو والديه ليقاتل عصابة من الأشرار ( شياطين أو الغيلان) في جزيرة بعيدة. وفي الطريق، اجتمع موموتارو وأصبح صديقا مع كلب وقرد وطائر الدراج الذين وافقوا على مساعدته في مبتغاه. وفي الجزيرة، تسللوا إلى مخبأ الشياطين، وهزم موموتارو وأصدقائه الحيوانات فرقة الشياطين ودفعوا بهم إلى الاستسلام. عاد موموتارو وأصدقائه مع الكنوز المسبية من الشياطين ورئيس الشياطين كأسير. وعاش موموتارو وأسرته حياة مريحة منذ ذلك الوقت فصاعدا.
ترتبط شخصية موموتارو ارتباطاً وثيقا بمدينة أوكاياما، ويعتقد بأن الحكاية تعود أصولها إلى هناك.